# El Pochote, Paso de Ovejas
El Pochote är en ort i Mexiko.   Den ligger i kommunen Paso de Ovejas och delstaten Veracruz, i den sydöstra delen av landet, 290 km öster om huvudstaden Mexico City. El Pochote ligger 41 meter över havet och antalet invånare är 510.
Terrängen runt El Pochote är platt, och sluttar österut. Runt El Pochote är det ganska tätbefolkat, med 80 invånare per kvadratkilometer. Närmaste större samhälle är Fraccionamiento Geovillas los Pinos, 18,4 km öster om El Pochote. Trakten runt El Pochote består till största delen av jordbruksmark.